# Hieronymus Lauterbach
Hieronymus Lauterbach (latinisiert: Hieronymus Lauterbachius; * 16. Juni 1531 in Löbau; † 1577 in Graz) war ein österreichischer Astronom, Mathematiker, Kalendermacher und Humanist.

## Leben
Lauterbach war Sohn des Stadtschreibers zu Löbau Georg Lauterbach. Er soll ab 1547 an der Universität Wittenberg studiert haben. Um 1550 hat er sich in Nürnberg aufgehalten, zumindest lieferte er dort in dieser Zeit einen Buchbeitrag. In dieser Zeit soll er auf Paul Fabricius getroffen sein, mit dem er an der Universität Wien studierte. Dort wurde er 1556 zum Magister Artium graduiert. Bereits im Jahr zuvor erhielt er an der Philosophischen Fakultät eine Stelle als ordentlicher Professor, wobei er dort die Mathematik und die Astronomie vertrat. 1561 leitete er als Dekan die Philosophische Fakultät.
Lauterbach nahm am 11. Mai 1561 die doppelt so gut bezahlte Stelle als Professor und Rektor an der Grazer Lateinschule an, ab 1573 lehrte er am neuen Grazer Gymnasium. Außerdem wurde er steirischer Landschaftsmathematiker in Graz. Als solcher baute er auch astronomische Instrumente und erstellte Kalender. Ab wann er sich als Kalendermacher betätigte, ist unbekannt. Der früheste erhaltene Kalender stammt von 1562 aus Wien, wobei er in diesem von früheren Kalendern aus seiner Feder berichtet.
Der Pädagoge Johann Lauterbach war sein Zwillingsbruder.

## Werke (Auswahl)
- Epicedion D. Remigij Albulani[1] Treuirensis fidelis quondam Euangelicae professionis ministri, apud Bacharanos, in christo defuncti. In: Erasmus Rotenbucher (Hrsg.): Oratio paraenetica ecclesiam verbo Dei gubernari. Johannes Daubmann, Nürnberg 1551, Bl. B5–C4 (onb.ac.at), (Google-Books).
- Schreibkalender, Hoffhalter, Wien 1562.
- Aequatorium omnis generis horarum simul ostendens ortum et occasum solis, quantitatem diei et noctis pro elevatione poli 48. graduum, Franck, Graz 1563.
- Täflein der Tag- und Nachtleng ... : Auff die Polushöhe 48 gerechnet, Gratz, um 1570.
- Ein Newer Historien vnd Schreibkalender, Bartsch, Graz 1572–1576.
- Practica, Bartsch, Graz 1572–1573.
- Prognosticon Vnnd Practica, Bartsch, Graz 1575–1576.